# DSiWare
DSiWare — онлайн-сервіс цифрової дистрибуції ігор та програм для портативної ігрової консолі Nintendo DSi, а також назва самих програм, що розповсюджуються за допомогою цього сервісу. Аналог сервісу WiiWare для консолі Nintendo Wii. Окрім самої Nintendo DSi ігри, отримані через цей сервіс можуть бути запущені на Nintendo 3DS, але програми DSiWare не доступні для Nintendo DS та Nintendo DS Lite, пристроїв сімейства DS випущених до DSi.
Покупки програм у магазині робилися за внутрішню валюту Nintendo Points, придбання якої можна було сплатити за допомогою банківської картки або купивши картку з певним номіналом.
Після виходу у 2011 році консолі Nintendo 3DS та появою нового онлайн-магазину додатків Nintendo eShop, всі DSiWare-програми, що були на той момент, були перенесені в новий сервіс. Магазин додатків для Nintendo DSi був закритий 31 березня 2017.
Сервіс DSiWare викликав змішану реакцію преси. Критики відзначали, що платформа програє як конкурентам Xbox Live Arcade, PlayStation Network, App Store і Steam, так і WiiWare від самої Nintendo. Оглядач сайту Digitally Downloaded серед недоліків платформи назвав швидкість її роботи, неінтуїтивний інтерфейс, а також погану презентацію самих продуктів. Проте він зазначив, що в сервісі надано багато добрих ігор, але через недоліки системи їх важко знайти. Гевін Лейн з видання Nintendo Life позитивно відгукнувся про DSiWare, написавши, що сервіс «давав розробникам свободу експериментувати з малими ідеями та при цьому не бути обтяженими ризиками повноцінних фізичних релізів».